# Parachanna obscura
Parachanna obscura är en fiskart som först beskrevs av Günther, 1861.  Parachanna obscura ingår i släktet Parachanna och familjen Channidae. Inga underarter finns listade i Catalogue of Life.